# Giorgio Jackson
Kenneth Giorgio Jackson Drago (Viña del Mar, 6 de febrero de 1987) es un ingeniero industrial y político chileno. Entre el marzo y septiembre de 2022, se desempeñó como ministro Secretario General de la Presidencia. Y desde septiembre de 2022 hasta agosto de 2023 se desempeñó como ministro de Desarrollo Social y Familia bajo el gobierno del presidente Gabriel Boric.
Es fundador, líder y primer parlamentario del partido político Revolución Democrática (RD), y colaboró en la creación de la coalición Frente Amplio (FA) y en la construcción de la candidatura presidencial de Beatriz Sánchez en la elección de 2017.
Su carrera política comenzó como dirigente estudiantil, llegando a ser presidente de la Federación de Estudiantes de la Universidad Católica de Chile (FEUC) en representación de la Nueva Acción Universitaria (NAU) en el periodo 2010-2011, cargo en el que se desempeñó como uno de los principales dirigentes durante las movilizaciones estudiantiles de 2011, siendo vocero de la Confederación de Estudiantes de Chile (CONFECH).
Después de dichas movilizaciones, en conjunto con activistas sociales y otros dirigentes estudiantes, convocaron a la fundación de un movimiento político que se transformó en el partido Revolución Democrática. En las elecciones parlamentarias de 2013 fue elegido como diputado por el distrito n.º 22 de la comuna de Santiago, por el periodo 2014-2018; mientras que en las elecciones parlamentarias de 2017, fue elegido para el mismo cargo pero por el nuevo distrito n.º 10, área que comprende a las comunas de Ñuñoa, Providencia, Santiago, Macul, San Joaquín y La Granja, por el periodo legislativo 2018-2022.

## Familia y estudios
Nació en Viña del Mar el 6 de febrero de 1987, hijo de Kenneth Paul Jackson Salinas y Carmen Gloria Elisa Drago Caballero.
Realizó sus estudios primarios y secundarios en el colegio particular Deutsche Schule Sankt Thomas Morus, traducido del idioma alemán como Colegio Alemán Santo Tomás Moro, ubicado en la comuna santiaguina de Providencia. En tercer año de educación media, comenzó a participar como voluntario en Un techo para Chile, organización en la que estuvo involucrado por seis años.
Durante su adolescencia, tuvo una destacada participación en vóleibol, siendo seleccionado nacional en las categorías Menores 2004 y Juveniles 2006, llegando incluso a ser campeón de los Juegos Sudamericanos Escolares 2002 contra la selección de Brasil.
En 2004, egresó de la educación secundaria para ingresar vía admisión especial a la Pontificia Universidad Católica de Chile (PUC) como estudiante de ingeniería civil industrial con mención en tecnologías de la información, de la que se tituló en 2013 con la memoria de investigación: Innovación Tecnológica en el Aula: Test Adaptativo Informatizado en Tablets, como Evaluación Formativa.
En 2009 participó en la creación del Centro de Estudiantes y Trabajadores de la Universidad Católica (CET), iniciativa que surgió desde el movimiento Nueva Acción Universitaria (NAU). Fue coordinador general de CET entre 2009 y 2010 y profesor de la asignatura de computación en la misma institución. En forma paralela, en 2009, se desempeñó como profesor de computación en Infocap.

## Vida política

### Inicios como dirigente universitario (2008-2011)

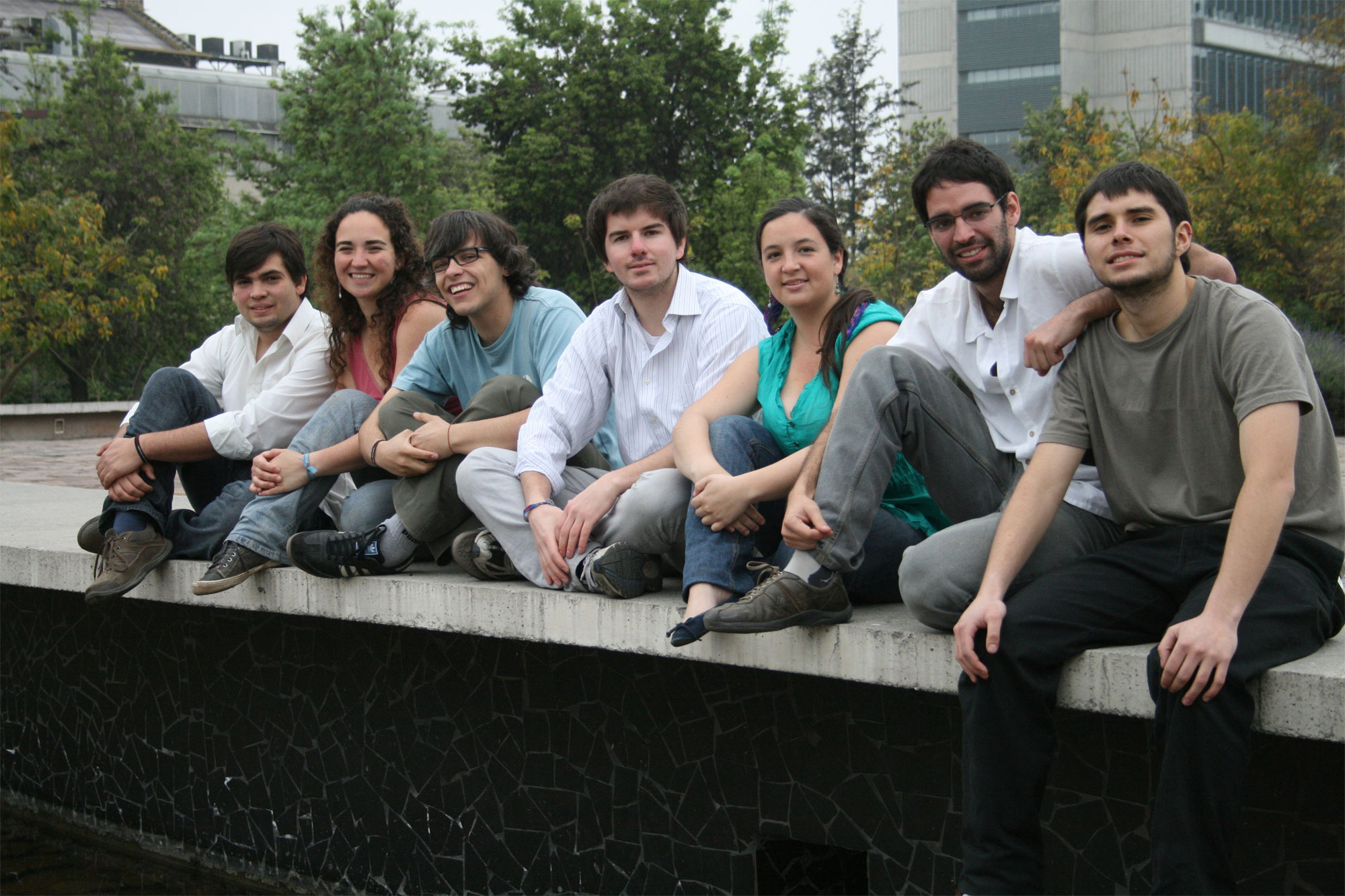
Jackson junto a la directiva FEUC 2010-2011.

En 2008, ingresó al movimiento estudiantil de centroizquierda, Nueva Acción Universitaria (NAU). Además, junto a diversas organizaciones. Como dirigente, integró las comisiones de desarrollo para la propuesta Propedéutico UC para el acceso de estudiantes vulnerables y participó en la negociación contra el alza de aranceles en 2009.
Durante 2010, fue consejero territorial de ingeniería, participando en el equipo asesor del plan piloto de Acceso Ciego en la Facultad de Ingeniería, junto a la Dirección de Responsabilidad Social en Ingeniería. En noviembre de 2010 el NAU enfrentó al Movimiento Gremialista en segunda vuelta, luego de obtener un 33,9 % de los votos en la primera vuelta El resultado del balotaje le dio la victoria a NAU con un 51,6 % de los votos.

#### Movilizaciones estudiantiles de 2011

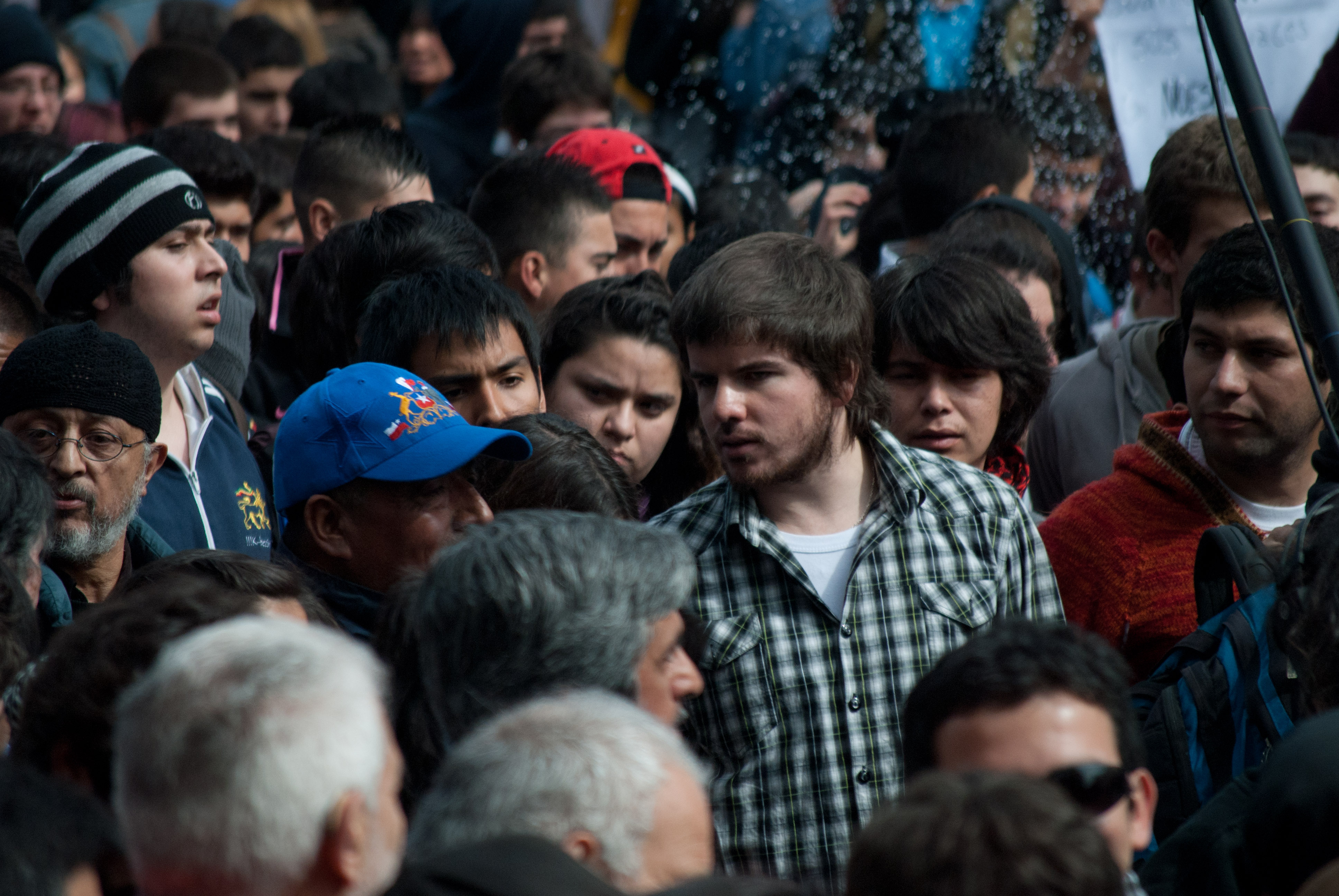
Jackson en una marcha.

Como presidente de la Federación de Estudiantes de la Universidad Católica (FEUC), fue uno de los principales líderes del movimiento estudiantil durante 2011 junto a sus homónimos de la Federación de Estudiantes de la Universidad de Chile (FECh), Camila Vallejo, y de la Federación de Estudiantes de la Universidad de Santiago de Chile (Feusach), Camilo Ballesteros. En su rol de vocero de la Confederación de Estudiantes de Chile (Confech) fue uno de los más críticos a las propuestas del entonces gobierno del presidente Sebastián Piñera, aun cuando pertenecía a una de las alas más moderadas dentro de los reclamantes.
Intervino en diversas reuniones oficiales, siendo una de las más destacadas la que realizó frente a la Comisión de Educación del Senado de Chile, donde calificó como «un imperativo moral que el Estado sea garante de derechos y no de bienes de consumo». También realizó un viaje a Europa junto con Camila Vallejo y Francisco Figueroa, donde expusieron ante la Organización de las Naciones Unidas para la Educación, la Ciencia y la Cultura (Unesco) y se reunieron con los intelectuales Stéphane Hessel y Edgar Morin.
En este contexto, fue uno de los personajes públicos mejor evaluados por la ciudadanía en 2011, alcanzando el 73 % de respaldo.

### Fundación de Revolución Democrática (2012- 2014)
Evitó referirse a una futura carrera política durante las movilizaciones de 2011, afirmando que no estaba dentro de sus planes inmediatos. Sin embargo, el 7 de enero de 2012 lanzó un movimiento político llamado Revolución Democrática (RD), de tendencia progresista. El 7 de diciembre de ese año, pronunció el discurso inaugural del Congreso Fundacional de RD en el Centro Cultural Gabriela Mistral. 

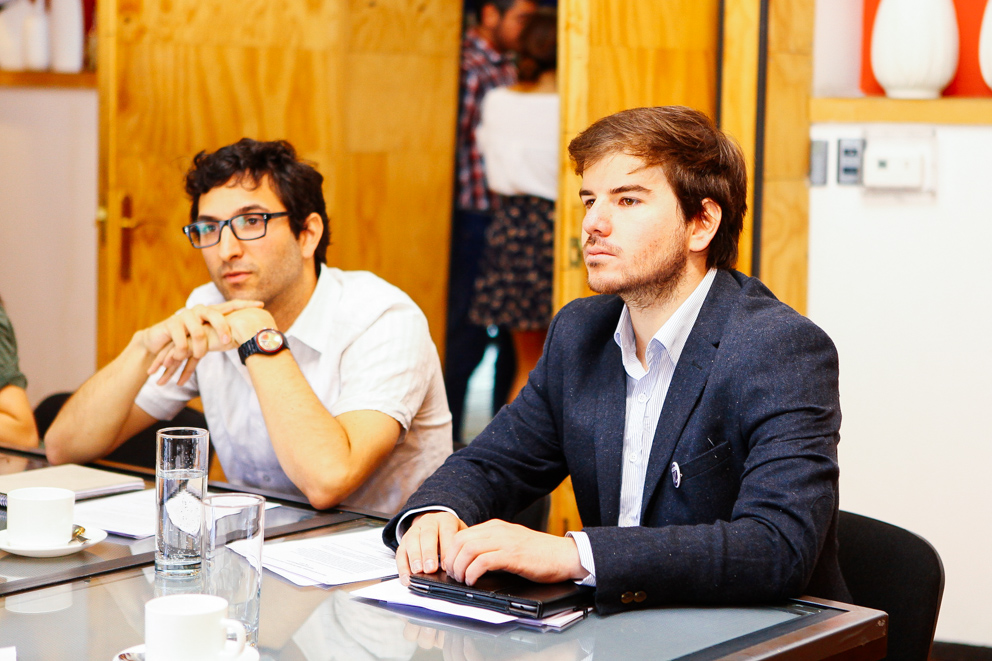
Jackson en diciembre de 2013.

En diciembre de 2012 anunció que correría como candidato a diputado por Santiago en las elecciones parlamentarias de 2013. Durante la marcha de abril de 2013, se repartieron diversos panfletos en los cuales aparecía el rostro de Camila Vallejo y Giorgio Jackson juntos a Michelle Bachelet en alusión a lo que serían las elecciones de fin de año. Dichos panfletos fueron de inmediato rechazados por parte de ambos dirigentes estudiantiles. El 4 de mayo de 2013 fue uno de los fundadores del movimiento Marca AC, que buscaba redactar una nueva Constitución Política para Chile mediante el establecimiento de una asamblea constituyente.
Aunque se presentó como candidato independiente, fue apoyado por los partidos del pacto de centro-izquierda Nueva Mayoría, los que decidieron no tener postulantes por el distrito. Jackson optó por tener una campaña financiada exclusivamente por sus adherentes, excluyendo las donaciones de empresas y las donaciones reservadas. El 17 de noviembre fue elegido diputado con el 48,17 % de los votos de su distrito. De esa manera, formó parte de los cuatro dirigentes estudiantiles que fueron elegidos diputados en dichas elecciones, junto a Camila Vallejo, Gabriel Boric y Karol Cariola. El 21 de noviembre declaró su apoyo a la candidatura de Michelle Bachelet en representación de su partido Revolución Democrática.

### Diputado y Frente Amplio (2014-2022)

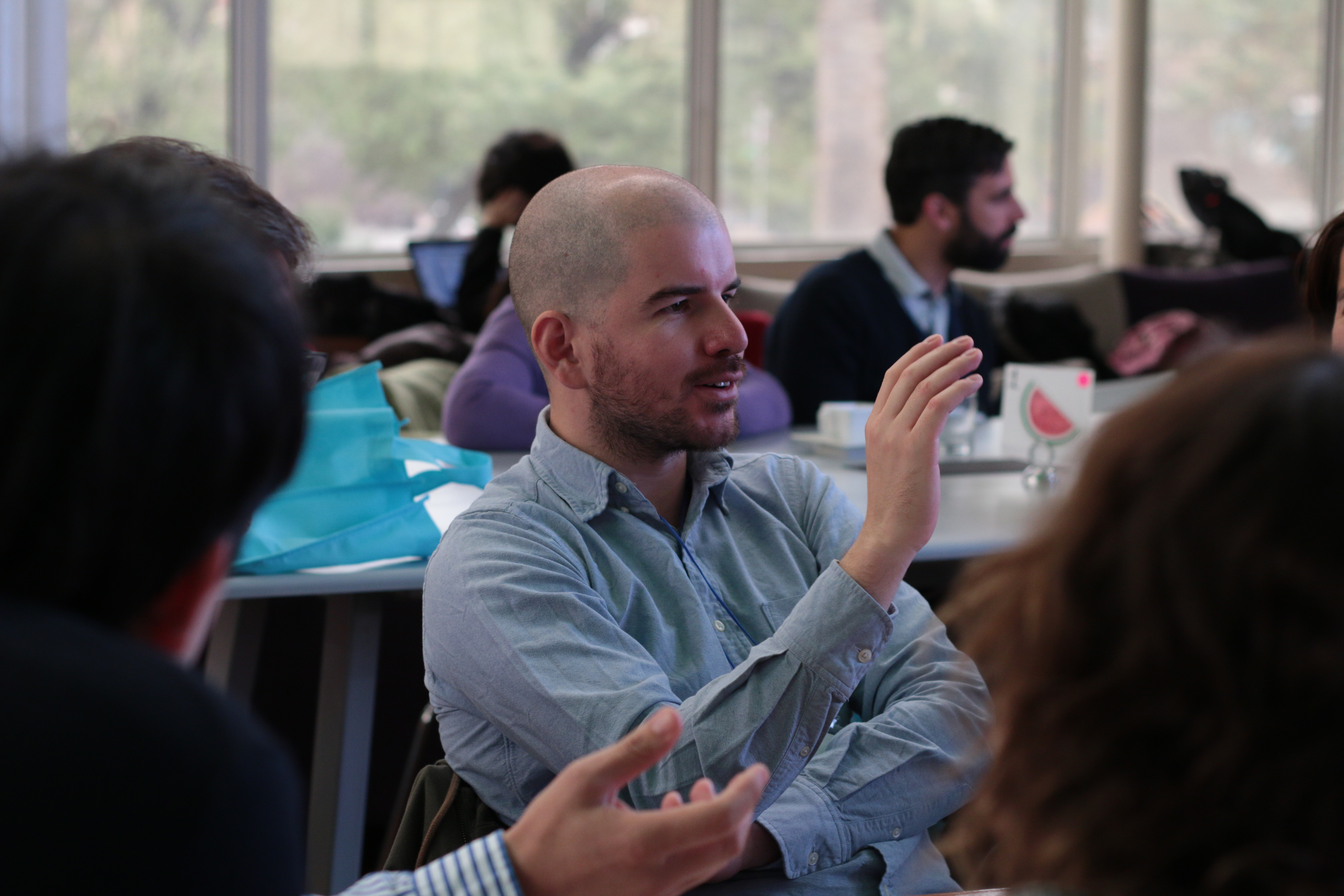
Jackson en una reunión con vecinos de Santiago.

Asumió como diputado el 11 de marzo de 2014. En el Congreso se desempeñó en las Comisiones Permanentes de Educación, donde lideró la discusión de reformas propuestas desde el Gobierno, como la Ley de Inclusión, Carrera Docente y gratuidad en la Educación Superior. También participó en la Comisión de Seguridad Ciudadana, oponiéndose al populismo penal de la denominada «Agenda Corta Antidelincuencia», proponiendo una batería de medidas enmarcadas en la propuesta «La delincuencia no es un juego», y luego gestionando la creación de una comisión investigadora de Barrios Críticos, donde se indagó el rol de las policías y el abandono del Estado en los sectores más vulnerados del país.
Además, su gestión se caracterizó por elevar los índices de transparencia, participación, cercanía con la ciudadanía y activismo digital, informando en distintos lugares del distrito y en diferentes plataformas los detalles de su trabajo parlamentario, a través de campañas ciudadanas, cuentas públicas periódicas, entre otras acciones. Desde 2015 había sido sondeado como una de las figuras políticas más importantes en Chile. En diciembre del mismo año, la encuesta del Centro de Estudios Públicos (CEP), una de las más influyentes en el país, lo ubicó como el personaje político con mejor evaluación.
Desde 2016 en adelante, jugó un rol importante en la construcción del Frente Amplio, coalición que reúne a diversas fuerzas políticas de izquierda y movimientos ciudadanos nacida para la elección parlamentaria y presidencial en 2017, y fue uno de los líderes que catalizó la candidatura presidencial de Beatriz Sánchez.

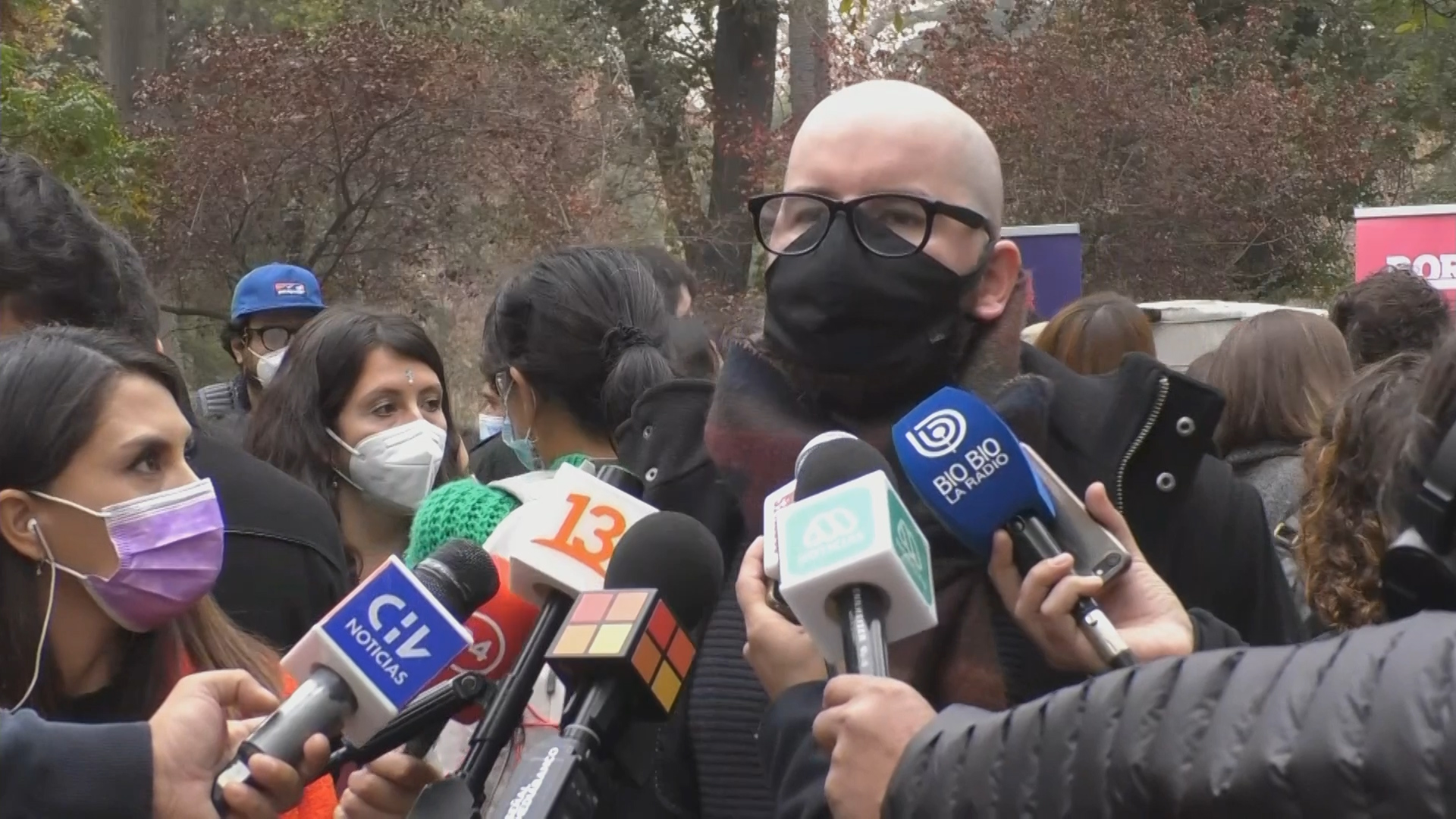
Jackson dando una vocería a las afueras del Servicio Electoral de Chile (Servel).

En las elecciones parlamentarias del 19 de noviembre de 2017, obtuvo la reelección consiguiendo más de 103 000 votos y logrando personalmente el 23,7 % en el nuevo distrito n.º 10, convirtiéndose en el diputado más votado de las elecciones parlamentarias de 2017. De esa forma, la lista del Frente Amplio alcanzó más de 35 % de los votos, sumando a sus dos compañeros de subpacto —Natalia Castillo (RD) y Gonzalo Winter (MA)— como nuevos representantes de la coalición al Congreso Nacional.
Durante su segundo periodo, integró las comisiones permanentes de Trabajo y Seguridad Social y Hacienda. Además, integra la Comisión Especial Investigadora sobre actos de los órganos de la Administración encargados de fiscalizar los casinos de juego. Además, fue parte de las comisiones permanentes de Emergencia, Desastres y Bomberos; Futuro, Ciencias, Tecnología, Conocimiento e Innovación; y Ética y Transparencia. Asimismo, formó parte de las comisiones investigadoras sobre: Actos del gobierno relacionados con el COVID-19 y medidas para mitigar efectos de la pandemia; Actos del Gobierno durante pandemia en temas sanitarios, económicos y orden público; y Comisión Especial Investigadora de actos del INE en relación con la determinación del IPC. A nivel de bancada, fue parte del Comité Mixto RD, Comunes, Convergencia Social e Independientes.
En reiteradas ocasiones había anunciado que esta sería su única reelección, compromiso señalado desde su primera postulación en 2013: «No quiero estar más de dos períodos. Dije 'una reelección máximo y de verdad me la creo'. Veo a muchos colegas que pueden estar 4, 5, 6 períodos, están más de 20 años ahí sentados y, yo creo inevitablemente, por más buenas intenciones que hayan tenido al principio, terminan achanchándose». Por consiguiente, no repostuló al cargo en las elecciones parlamentarias de 2021.

### Campaña de Boric y ministro de Estado 2022

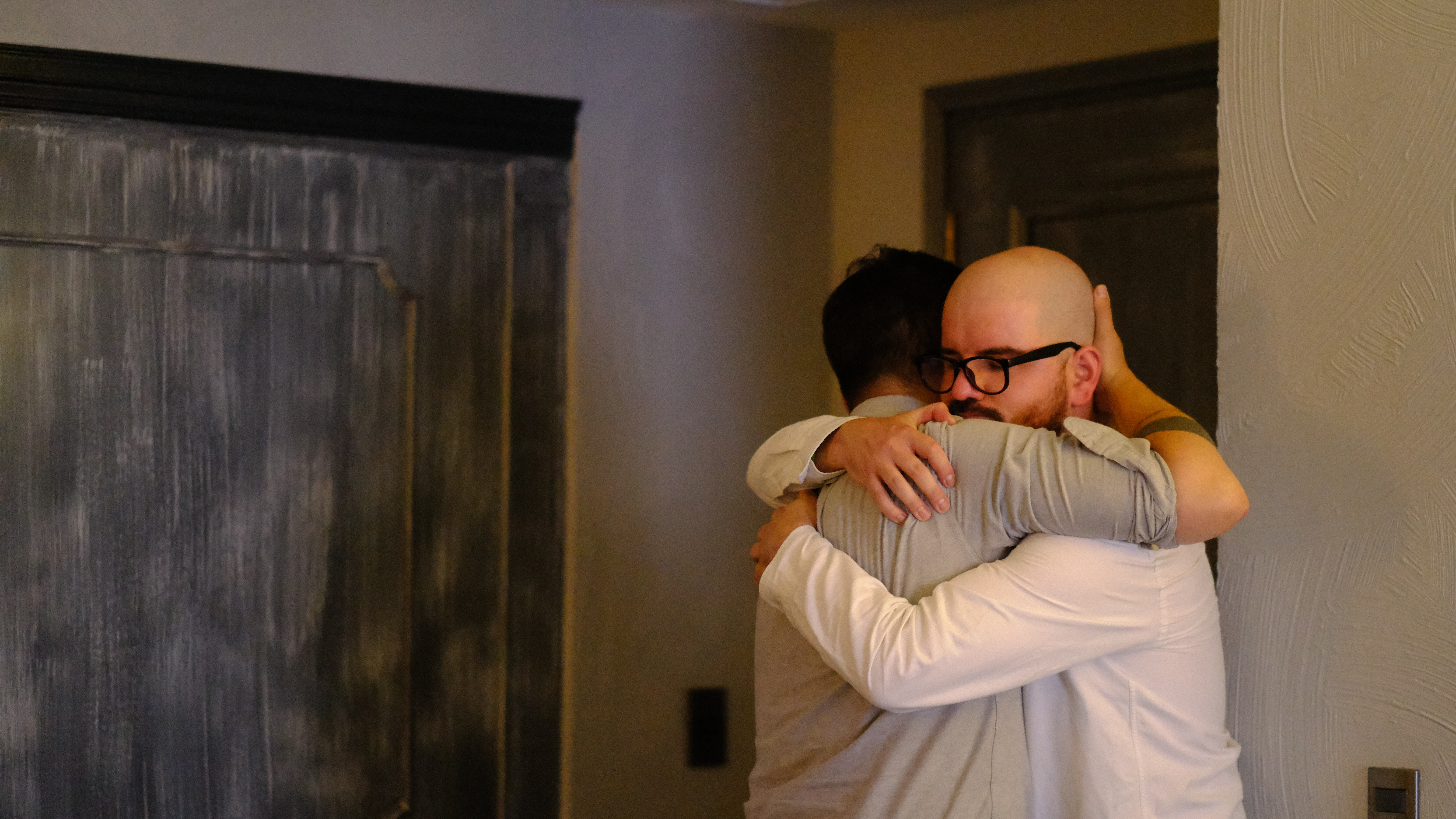
Jackson abraza a Boric después de saber que Gabriel sería presidente de Chile.

Para la elección presidencial de 2021, ejerció como jefe de campaña y coordinador del comando del candidato de Apruebo Dignidad, Gabriel Boric, quien resultó electo presidente de la República en la segunda vuelta del 19 de diciembre de ese año al obtener el 55,8 % de los votos, por el periodo 2022-2026.
Dada su cercanía con Boric, fue sondeado como posible ministro del Interior y Seguridad Pública en el futuro gabinete del entonces presidente electo, sin embargo, el 21 de enero de 2022 fue nombrado como ministro Secretario General de la Presidencia; asumiendo el cargo el 11 de marzo, con el inicio formal de la administración.
El día 6 de septiembre de 2022, deja el Ministerio Secretaría General de la Presidencia de Chile, tras el primer cambio de gabinete del presidente Gabriel Boric. Sin embargo, se mauntvo en el gabinete ministerial, asumiendo como Ministro de Desarrollo Social y Familia, cargo al que renunció en medio del escándalo por la revelación del Caso convenios el 11 de agosto de 2023; y por un supuesto robo de computadores del Ministerio de Desarrollo Social en julio de 2023.

#### Acusación constitucional
Durante el mes de enero del año 2023, el Partido Republicano ingresó una acusación constitucional contra Jackson. Existían 3 razones por las cuáles el Partido Republicano ingresó esta acusación. Primero, se acusó a Jackson de «infringir gravemente la Constitución y las leyes al vulnerar el principio de probidad», esto debido a que la SEREMI de Desarrollo Social y Familia de la Región Metropolitana, Patricia Hidalgo, habría denunciado a la prensa supuestas presiones de Jackson para que ella votara a favor de proyectos de desarrollo en la capital, en los que ella no estaba a favor. Otro de los motivos que se dieron fue que el ministro habría subejectutado el presupuesto del Ministerio de Desarrollo Social, en lo relativo al fondo de tierras y aguas indígenas. Jackson solo habría destinado un 42% del presupuesto, esto según los datos de la Dirección de Presupuestos de Chile del Ministerio de Hacienda. Por último, se le acusa a Jackson «de dejar sin ejecución la Constitución y las leyes por no implementar oportunamente la ley N° 21.302.» La bancada republicana acusa a Jackson de no implementar la figura legal que crea el Servicio Nacional de Protección Especializada a la Niñez y Adolescencia. En este sentido, al ministro se le inculpa de no garantizar el derecho de los niños a recibir la atención y protección de este organismo.
Finalmente, luego de que fuera rechazada la cuestión previa del líbelo, la Cámara de Diputadas y Diputados votó la admisibilidad de esta acusación constitucional, la cual fue rechazada con 68 votos a favor y 76 votos en contra, por lo que esta no pasó al Senado y quedó desestimada. 
| Fecha                                | Resultado           | Voto |    |    |    |    |    |    |   |   |   |   |   |   | PDG |   |   |   |   | Total  |
| ------------------------------------ | ------------------- | ---- | -- | -- | -- | -- | -- | -- | - | - | - | - | - | - | --- | - | - | - | - | ------ |
| 19 de enero de 2023 Mayoría absoluta | Acusación desechada | Sí   | 22 | 19 |    | 13 |    |    |   |   |   |   | 4 |   | 2   |   |   |   | 8 | 68/155 |
| 19 de enero de 2023 Mayoría absoluta | Acusación desechada | No   |    |    | 12 |    | 12 | 10 | 8 | 7 | 5 | 4 |   | 3 |     | 2 | 2 | 2 | 9 | 76/155 |
| 19 de enero de 2023 Mayoría absoluta | Acusación desechada | Abs. | 1  | 2  |    |    |    |    |   |   |   |   |   |   |     |   |   |   | 3 | 6/155  |
| 19 de enero de 2023 Mayoría absoluta | Acusación desechada | Aus. |    | 1  | 1  |    |    |    |   |   |   |   |   |   | 1   |   |   |   | 2 | 5/155  |

## Controversias

### Donaciones a su partido
El 7 de mayo de 2020, el diputado y exmilitante de Revolución Democrática Renato Garín, se pronunció en su contra a través de Twitter, increpándolo de que él, en repetidas ocasiones, afirmó que donaba el 50 % de su sueldo como parlamentario, cuando en realidad estos fondos iban destinados como aportes a su propio partido. Jackson respondió a las críticas en los días siguientes, aclarando que siempre especificó el destino de sus donaciones, y que nunca había aseverado que fueran donaciones benéficas.
Sus declaraciones generaron más confusión, ya que el Servicio Electoral de Chile (Servel) establece un máximo permitido en aportes para personas afiliadas al partido en forma anual, 500 UF siendo el límite. La dieta parlamentaria actual indica que el líder de RD estaría ganando $6.848.420 pesos y, sabiendo que la mitad del dinero va a su partido, se estaría considerando $3.424.210 pesos mensuales en donaciones. Esto dejaba en evidencia que sería imposible para el diputado Jackson donar la mitad de su sueldo y no sobrepasar la cantidad máxima cada año, por estas razones se necesitaba que alguien de su partido detallara a dónde iba a parar el dinero restante. El entonces diputado Pablo Vidal explicó el proceso, indicando que el dinero era repartido entre la cuenta principal del partido y una cuenta secundaria. Concluyendo que, de la mitad del sueldo que supuestamente se donaba, solo había entre $1.220.000 y $1.300.000 pesos que se registraban efectivamente como aportes, es decir, que aproximadamente el 60 % de las donaciones al partido no estarían siendo contabilizadas como tal, por lo que el monto real de ellas no se estaría presentando de manera correcta al Servel.
Apenas se viralizaron los tweets de Garín, Jackson y sus parlamentarios recibieron una gran cantidad de críticas por ambos sectores políticos, tanto en lo cuestionable que es para un político llamar a algo como eso una «donación», y otros catalogándolo directamente de haberle mentido a las personas.
A pesar de esta polémica, los parlamentarios de Revolución Democrática declaran encontrarse con la «conciencia limpia», al considerar que nunca mantuvieron oculta la información de que estos ahorros existían, manteniéndolos para poder financiar sus campañas políticas de forma independiente, y que solo se trató de una malinterpretación de lo expresado. También conjeturan que este escándalo fue una forma de distraer a la ciudadanía de los reales problemas en el país, en referencia al proyecto de rebaja de la dieta parlamentaria —con una fecha de votación muy cercana a la de esta controversia—, o más importante aún: a la crisis sanitaria por el COVID-19.
Promotor de la evasión del metro
El 15 de noviembre de 2019, durante el estallido social, a propósito de la evasión y destrucción de las estaciones de metro, el exdiputado tuiteó "gracias totales cabr@s", lo cual fue motivo de diversas críticas.

## Publicaciones
Además de su carrera política y mediática, ha incursionado en la escritura, donde trata temas variados, desde politología y gobierno hasta derechos de autor y patentes.
- El país que soñamos (2013, Editorial Debate)[62]
- Copia o Muerte (2019, Saber Futuro)[63] [coautor junto a Paula Espinoza Orcaistegui]

## Reconocimientos
Desde su rol como dirigente social y luego como diputado, Jackson ha sido destacado en diversas esferas públicas, académicas y políticas. En 2011, fue elegido uno de los «100 jóvenes líderes», según el ranking de la revista El sábado de El Mercurio. También fue incluido, en 2012, en la lista de Global Shapers del Foro Económico Mundial.

## Historial electoral
| Año  | Tipo           | Territorio    | Pacto          | Partido | Votos   | %     | Resultado |
| ---- | -------------- | ------------- | -------------- | ------- | ------- | ----- | --------- |
| 2013 | Parlamentarias | 22.º distrito | Fuera de pacto | Ind.    | 55 259  | 48.17 | Diputado  |
| 2017 | Parlamentarias | 10.º distrito | Frente Amplio  | RD      | 103 523 | 23.72 | Diputado  |